# Il mostro dei cieli
Il mostro dei cieli (The Giant Claw, letteralmente "L'artiglio gigante") è un film di fantascienza del 1957 diretto da Fred F. Sears.

## Trama
Si narra di un mostruoso, gigantesco avvoltoio proveniente dagli spazi siderali, protetto da uno schermo di antimateria che lo rende praticamente inattaccabile dalle armi convenzionali, che terrorizza il mondo con le sue incursioni.
Inizialmente la terrificante creatura renderà la vita difficile ai buoni di turno, ma alla fine il bene trionferà, e i nostri eroi riusciranno a mettere a punto un'arma che riuscirà a smaterializzare lo schermo invisibile che lo protegge, e di conseguenza a sconfiggere definitivamente il mostro.

## Produzione
Ciò che contraddistinse la pellicola su tutto fu l'inadeguatezza degli effetti speciali, lontani anche da quelli che potevano essere considerati gli standard dell'epoca. La storia infatti si svolge tra scenari di cartapesta finti e posticci sui quali il terribile uccello sfoga le sue ire. Il "mostro", che nelle intenzioni degli sceneggiatori avrebbe dovuto suscitare terrore negli spettatori, a causa del suo aspetto, tutto ciò che riesce a suscitare, nella migliore delle ipotesi, è una pesante ilarità; difatti l'Artiglio, nome del gigantesco avvoltoio, viene considerato uno dei mostri più grotteschi mai apparsi in un film proprio per la scarsa qualità degli effetti di scena.
L'aspetto del mostro va attribuito al produttore Sam Katzman, in grado, con budget irrisori, di produrre un buon numero di film all'anno perfetti per il pubblico che affollava i drive-in all'epoca.
Ogni argomento era buono pur di risparmiare denaro e così fu anche per Il mostro dei cieli, e poiché alcuni suoi collaboratori gli avevano detto che in Messico vi era una ditta specializzata nella realizzazione di effetti speciali, molto valida, ma con prezzi bassissimi, Katzman stralciò immediatamente dal copione tutta la parte relativa al mostro ed agli scenari modellistici in cui il medesimo interagiva con treni, auto ecc., delegando alla ditta messicana non solo le realizzazioni in miniatura, ma anche tutte le riprese ad esse connesse. In seguito esse sarebbero state aggiunte alle parti girate negli Stati Uniti in fase di montaggio, e tale prassi in effetti venne seguita alla lettera.
Il problema nacque quando fu visionato il materiale messicano: tutti rimasero allibiti dalla poca qualità delle realizzazioni effettuate, ma Katzman invece, anche se infuriato, le fece montare integrandole al materiale americano, poiché non era intenzionato a perdere neanche un centesimo.

## Accoglienza
Il risultato dell'operazione è che, nonostante il flop, ancora oggi tale pellicola viene considerata un cult da un certo numero di appassionati.
Quanto fosse problematico presentarlo al pubblico lo dimostrano le relative locandine cinematografiche, nelle quali il mostro non appare mai completamente, ma tutt'al più se ne vedono le zampe e le ali.
"The Giant Claw" è considerato da taluni critici cinematografici il peggior film di fantascienza degli anni cinquanta.

## Home video
Il film è stato un flop anche nel mercato dei video, con soltanto due pubblicazioni ufficiali in VHS (uno negli Stati Uniti attraverso Goodtimes Home Video e l'altro attraverso Screamtime nel Regno Unito). Columbia Pictures ha messo in commercio ufficialmente il film su DVD nel mese di ottobre del 2007, per celebrare la Horror Collection.